# محمدصادق فرمان
محمد صادق فرمان (زاده ۱۳۰۰ کاشمر - درگذشته ۲ شهریور ۱۳۹۱ مشهد) وی در سال ۱۳۵۴ از حوزه انتخابیه کاشمر به دوره بیست و چهارم مجلس شورای ملی راه یافت. اما در سال ۱۳۵۷ به دستور روح‌الله خمینی از نمایندگی استعفا داد. وی در ۲ شهریور ۱۳۹۱ در مشهد درگذشت.